# Bulbophyllum scaphiforme
Bulbophyllum scaphiforme är en orkidéart som beskrevs av Jaap J. Vermeulen. Bulbophyllum scaphiforme ingår i släktet Bulbophyllum och familjen orkidéer. Inga underarter finns listade i Catalogue of Life.